# Festival barroco de músicas y comedias

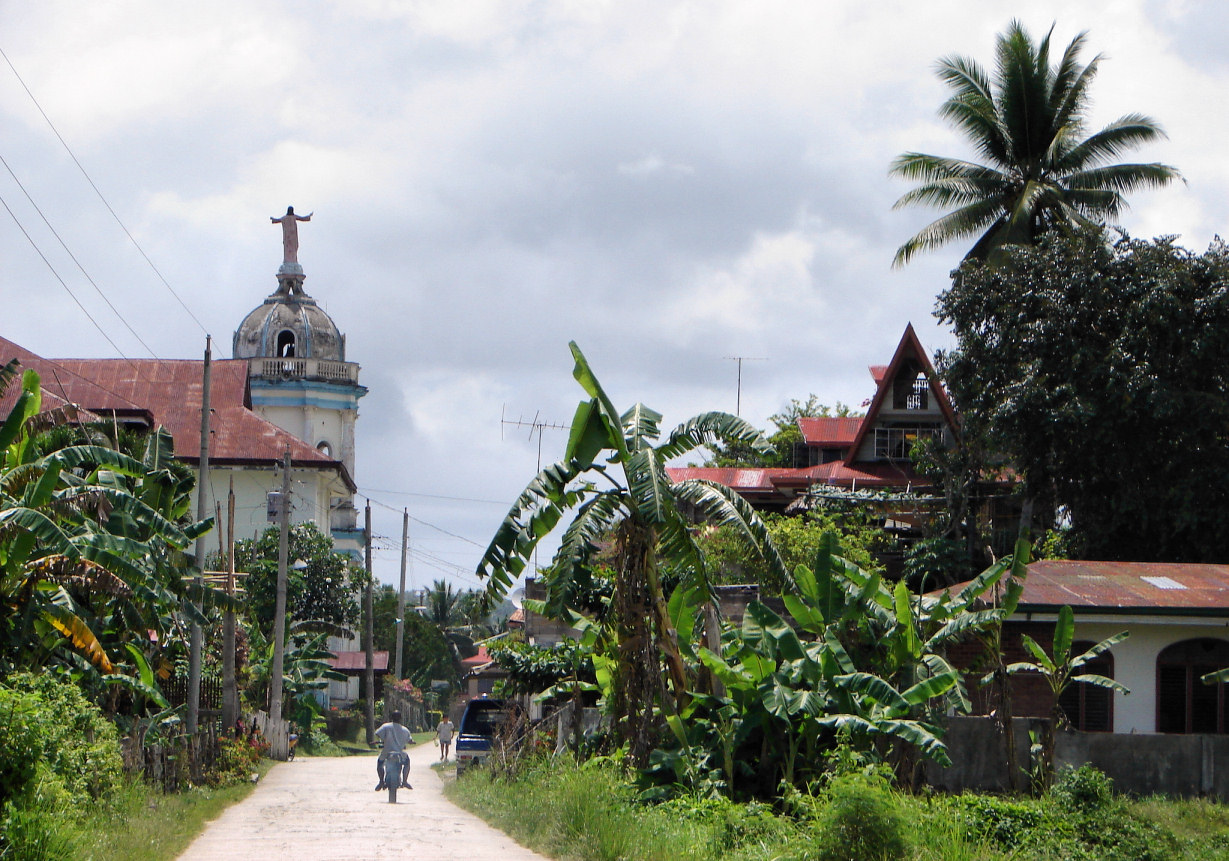
Plaza

El festival barroco de músicas y comedias es un festival celebrado en Antequera, en la provincia de Málaga, España.

## Descripción
El festival se desarrolla anualmente desde 2004 en las calles, plazas y monumentos de Antequera y está centrado principalmente en las creaciones del Siglo de Oro. La programación incluye conciertos y representaciones teatrales clásicas. Además, se organizan talleres didácticos, como el Taller de Música Barroca Hemiolia, que en la segunda edición del festival utilizó instrumentos originales de la época para intermpretar piezas nacionales de los siglos XVII y XVIII.
Entre otros han participado en el festival la Orquesta Filarmónica de Málaga, la Coral Carmina Nova, la Camerata San Sebastián y la Orquesta de Cámara Andaluza. Las actuaciones teatrales que se han representado incluyen El perro del hortelano, de Lope de Vega o La cena del rey Baltasar, de Calderón de la Barca.